# おじさんに気をつけろ!
『おじさんに気をつけろ!』（原題：Uncle Buck）は、1989年にアメリカ合衆国で公開されたコメディ映画。監督・脚本・製作はジョン・ヒューズ、主演はジョン・キャンディが務めた。
日本では劇場公開されずビデオスルーとなった。

## ストーリー
病気になった祖父に会いに行くため、父母が家を留守にしたラッセル家。思春期の長女ティアと幼い次女メイジーと幼い長男マイルズの面倒を見るため、叔父のバックが家にやってきた。破天荒なバックにメイジーとマイルズはすぐに打ち解けるも、難しい年頃のティアはバックに心を閉ざしてしまう。しかし、バックと時間を共にしていく内、ティアの心境にも変化が訪れる。

## キャスト
| 役名                             | 俳優                     | 日本語吹替 | 日本語吹替 |
| 役名                             | 俳優                     | ソフト版   | VOD版      |
| -------------------------------- | ------------------------ | ---------- | ---------- |
| バック・ラッセル                 | ジョン・キャンディ       | 玄田哲章   | かぬか光明 |
| ティア・ラッセル                 | ジーン・ルイザ・ケリー   | 佐々木優子 | 嶋村侑     |
| メイジー・ラッセル               | ギャビー・ホフマン       | 折笠愛     | 三浦千幸   |
| マイルズ・ラッセル               | マコーレー・カルキン     | 菅谷政子   | 大谷育江   |
| シュニース・コボロウスキー       | エイミー・マディガン     | 太田淑子   | 喜代原まり |
| シンディ・ラッセル               | エレイン・ブロンカ       | 谷育子     |            |
| ボブ・ラッセル                   | ギャレット・M・ブラウン  | 岡部政明   |            |
| マーシー・ダールグレン＝フロスト | ローリー・メトカーフ     | 沢田敏子   | 瑚海みどり |
| バグ                             | ジェイ・アンダーウッド   | 石田彰     |            |
| E・ロジャー・コスウェル          | ブライアン・タランティナ | 納谷六朗   | ケンコー   |
| ピエロのポーター                 | マイク・スター           | 大山高男   |            |
| ホガース先生                     | スザンヌ・シェパード     |            |            |
| ハットフィールド氏の声           | ウィリアム・ウィンダム   |            |            |
| パル                             | デニス・コックラム       |            |            |
| 小学校の生徒                     | アンナ・クラムスキー     |            |            |

- ソフト版：VHS・DVDに収録。Blu-ray Discには未収録。
  - 翻訳：島伸三、制作：東北新社
- VOD版：2019年、Netflixにて初配信。
  - その他吹替：岩城泰司、中村美怜